# Populina perrieri
Populina perrieri är en akantusväxtart som beskrevs av Raymond Benoist. Populina perrieri ingår i släktet Populina och familjen akantusväxter. Inga underarter finns listade i Catalogue of Life.